# Augur Au-11
Das Luftschiff Au-11, das von der russischen Firma RosAeroSystems, einer Tochterfirma von Augur Luftfahrtsysteme, vertrieben wird, ist ein einsitziger Prallluftschifftyp.
Die ersten Bilder von Flugtests stammen vom Juni 2004.

## Hülle
Die Hülle hat einen Streckungsfaktor von 4 mit einer Länge von etwa 27,5 m und einem größten Durchmesser von 6,88 m. Ihr theoretisches Volumen beträgt 669 Kubikmeter. Sie besteht aus polyurethanbeschichtetem Polyamid (Nylon) und ist für eine Lebensdauer von etwa 14.000 Flugstunden ausgelegt.
Der Überdruck im Inneren sowie der Volumenausgleich des Helium-Traggases wird durch zwei eiförmige Ballonetts erzeugt. Er beträgt etwa 3,5–6 mbar. Ihre Anordnung im Bug und Heck der Hülle erlauben auch die Trimmung. Jedes Ballonett hat ein Volumen von 61,5 Kubikmetern und in ihm befindet sich je ein Sicherheitsventil PAK 3, das dem Luftschiff Steigraten bis zu 7 m/s ermöglicht, ohne dass der Innendruck über die zulässigen Grenzwerte steigt.
Etwa in der Mitte auf der linken Seite der Hülle befindet sich ein Notfall-Überdruckventil PAK 1 für die Heliumfüllung. Es löst entweder automatisch aus, kann jedoch auch von Hand bedient werden. Die Ventile sind über kurze Schlauchstücke mit der Hülle verbunden, so dass sie ohne Gasverlust gewartet oder ausgetauscht werden können. Die Befüllung und Entleerung der Hülle erfolgt über zwei weitere Schlauchstücke, am hinteren Teil der Hülle und hinter der Gondel.
Die Bugverstärkung besteht aus acht Versteifungsrippen, die sternförmig auf den Bugkonus zulaufen. Er versteift den vorderen Teil der Hülle und bietet einen Festmachpunkt für Ankermasten. Der untere Teil der Hülle ist ebenfalls verstärkt. Dort werden Kräfte von der Gondel und dem Antrieb in den Auftriebskörper eingeleitet. Die Gondel ist zusätzlich im Inneren der Hülle an 10 Seilen aufgehängt, die an der Oberseite entlang von Aufhängestreifen befestigt sind. Ihre Anordnung erlaubt einen kreisförmigen Hüllenquerschnitt.
Bereits im Juni 2002 wurde eine Hülle dieses Typs an das französische Voliris-Projekt übergeben.

## Gondel/Antrieb
Die Gondel ist vollverkleidet. Der Motor VAZ 1111 mit dem Zweiblattpropeller ist im hinteren Teil integriert. Der Luftstrom kann hinter dem vollverkleideten Propeller mit Hilfe jalousienartiger Ablenkflächen vertikal nach unten und bis zu 9° entgegen der Fahrtrichtung abgelenkt werden. So sind auch vertikale Starts mit dynamischem Auftrieb möglich. Der Rückwärtsschub, der ähnlich der Schubumkehr bei Strahltriebwerken funktioniert, erleichtert das Manövrieren bei Start und Landung.
Innerhalb der Gondel befinden sich die Fluginstrumente, die Flugsteuerung, Ventilsteuerung, ein Akkumulator, der Kraftstofftank, sowie ein Behälter für Ballast. Sie verfügt über große Fensterflächen. Die Windschutzscheibe hat einen Scheibenwischer. Ein- und Ausstieg erfolgt über eine große Tür an der linken Seite, die als Flügeltür mit einem Gasdruckdämpfer ausgeführt ist.
Das Leitwerk besteht aus je zwei horizontal und vertikal angeordneten Flächen und hat einen Hinterschnitt um bei Start- und Landewinkeln von bis zu 7° nicht auf dem Boden aufzusetzen. Jede Leitwerksfläche besteht aus einem festen Teil und einer beweglichen Ruderfläche. Sie besteht aus einem Rohrrahmen und ist bespannt. Die Ansteuerung des unteren Seitenruders erfolgt mit Seilzügen, während das obere Ruder mit einem elektrischen Antrieb, also einer Art einfache Fly-by-wire-Steuerung bewegt wird.
Um die Steuerung um die Hochachse bei geringen Geschwindigkeiten zu verbessern, ist bei einigen Modellen in der unteren Leitwerksflosse eine Art Querstrahlruder ähnlich dem Heckquerpropeller beim Zeppelin NT angebracht. Es wird von einem 2500-W-Elektromotor angetrieben. Das elektrische System des Luftschiffs stellt die dafür notwendige Energie bereit.

## Fahrwerk
Ein selbstausrichtendes Teleskopbein mit dem Landerad befindet sich an der Gondel. Es fängt Stöße bei der Landung auf und erlaubt die Bewegung des Schiffs auf dem Boden. Das Schiff kann auch mit Schwimmern ausgerüstet werden.

## Ausstattung
- Funkgerät, Navigations- und Fluginstrumente

Sonderausstattung:
- Foto und Videoausrüstung mit Funküberträgern z. B. für TV-Übertragungen
- Lautsprecher
- Banner an der Hülle für Luftwerbung

## Betrieb
Die Unterbringung erfolgt in einer Luftschiffhalle oder an einem Ankermast. Es kann beispielsweise für Reparaturen oder zum Auftanken auch fest am Boden verankert werden, so dass es sich nicht in den Wind drehen kann. Dies ist bis zu seitlichen Windgeschwindigkeiten von etwa 8 m/s möglich. Der Flugbetrieb kann bei Windgeschwindigkeiten bis zu 12 m/s durchgeführt werden, eine Wasserlandung bei geringem Seegang bis zu 10 m/s.
Die Bodenmannschaft besteht aus 2–4 Personen. Sie führt das Luftschiff von Hand zum Startplatz bzw. zum Ankermast.
Die Lufttüchtigkeit entspricht den Anforderungen des Intergovernmental Aviation Committee of the CIS states
Der Einsatz erfolgt bei gutem Wetter unter Sichtflugbedingungen.

## Technische Daten
- Gesamthöhe: 9,4 m
- Leitwerksfläche: 26,5 m²
- Leermasse: 465 kg
- Nutzlast: 160 kg
- Startmasse: 870 kg
- min. Geschwindigkeit: 0 km/h
- Reisegeschwindigkeit: 60 km/h
- Höchstgeschwindigkeit: 80 km/h
- 360° Drehung im Stillstand: 50 s
- Motortyp: VAZ-1111
- Leistung: 21 KWt

- Flugdauer:
  - bei Reisegeschwindigkeit: 5 h
  - bei Höchstgeschwindigkeit: 2,5 h
- Reichweite: 300 km
- Reichweite mit Zusatztank: 800 km
- Max. Flughöhe: 2000 m
- Betriebsflughöhe bis zu 1000 m
- Besatzung: 1
- Bodenmannschaft: 2–4

## Rekorde
Am 10. Februar 2005 stellte das Luftschiff in Schukowski/Russland mit 50 km/h einen FAI-Geschwindigkeitsweltrekord für Gasluftschiff der Kategorie BA-02 (400 bis 900 m³) auf.